# Francis Alex Tsegah
Francis Alex Tsegah (* 1943) ist ein ghanaischer Diplomat im Ruhestand.

## Leben
Er schloss sein Studium der Rechtswissenschaft an der Universität von Ghana ab und wurde Master of Laws der Harvard Law School. Er studierte am Europa Institut der Universität von Amsterdam und der London School of Economics and Political Science. 1975 veröffentlichte er mit Sylvanus Azadon Tiewul Arbitration and Settlement of Commercial Disputes: A Selective Survey of African Practice im 24 International & Comparative Law Quarterly, Cambridge.

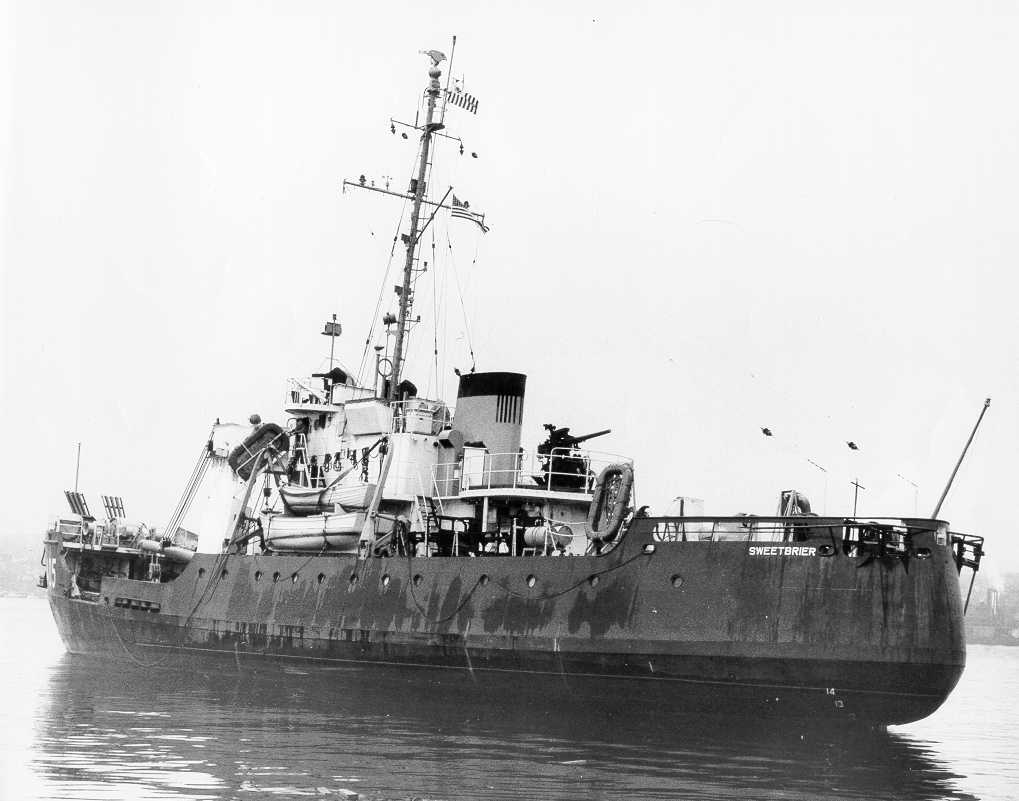
USCG Sweetbrier

Von 1985 bis Oktober 1988 war er erster Gesandtschaftssekretär beim Hochkommissar in London und Vertreter beim Centre for Agriculture and Bioscience International (CABI). Er wurde in Havanna und Moskau beschäftigt. Von 2001 bis 2002 war er Geschäftsträger in Washington, D.C. Am 26. Oktober 2010 war er Pate bei der Namensänderung des Tenders USCG „Sweetbrier“ in „Bonsu“ (P31) für den Einsatz der ghanaischen Marine. Er war Direktor in den Abteilungen Wirtschaft und Investitionen, Personal und Fortbildung, Chef des Protokolls, Afrika-Büro und Organisation für Afrikanische Einheit, Director of Policy Planning und Recherche. 2004 war er Direktor der Abteilungen multilaterale Organisationen und Passamt. Vom 21. Dezember 2004 bis 2008 war er Botschafter in Madrid.